# Apol·loni Cronos
Apol·loni Cronos (en llatí Apollonius, en grec Άπολλώνιος) fou un filòsof grec nascut a Iasos, a Cària.
Formava part de l'escola de Mègara. Va ser deixeble d'Eubúlides de Milet i mestre de Diodor Cronos, que va rebre d'ell el sobrenom "Cronos", segons diu Estrabó.